# Plagiothecium borrerianum
Plagiothecium borrerianum là một loài rêu trong họ Plagiotheciaceae. Loài này được Spruce mô tả khoa học đầu tiên năm 1880.
Danh pháp khoa học của loài này chưa được làm sáng tỏ. 